# Guatteria modesta
Espèce
Classification phylogénétique
Statut de conservation UICN

 LC  : Préoccupation mineure
Guatteria modesta est une espèce de plantes du genre Guatteria et de la famille des Annonaceae.